# 卡洛斯·查維斯
卡洛斯·安东尼奥·德·帕杜亚·查韦斯-拉米雷斯（西班牙語：Carlos Antonio de Padua Chávez y Ramírez，1899年6月13日—1978年8月2日)，又译夏维兹、夏威士，墨西哥最著名的古典音樂作曲家，亦是知名指揮家與樂團經理人。
1924年起开始音乐生涯。为墨西哥第一个交响乐队的创立者。曾任墨西哥音乐学院院长。亦是墨西哥全国美术学会的创始人。所作钢琴曲、室内音乐、合唱曲和管弦乐曲大都富有民族主义精神。
查韦斯的作品风格深受印第安传统影响，然而他很少直接采用民间音乐素材。
其主要作品有六首交響曲，其中以第二首《印第安交響曲》最廣為人所認識，他還是墨西哥交響樂團的創立人。